# Silnice II/119
Silnice II/119 je silnice II. třídy spojující města Dobříš a Sedlčany v okrese Příbram.

## Vedení trasy
- Dobříš, křížení s II/114 a III/11417, dále s III/10226
- Podjezd dálnice D4
- Budínek
- Rybníky
- Drhovy
- křížení s III/10223
- Homole
- Borotice
- peáž s II/102
- Cholín
- most přes Vltavu
- V Pekle
- Křepenice
- Nalžovice, křížení s III/1192
- Chlum
- Kňovice
- Kňovičky
- Sedlčany, křížení s II/105

## Související silnice III. třídy
- III/1191 Nalžovice - Nalžovické Podhájí
- III/1192 Nalžovice, křížení s II/119 a III/1191 - Nová Ves - křížení s III/10520 - Žďár - Hrazany